# Fiji
La República de Fiji és un estat insular d'Oceania que ocupa tot un arxipèlag del Pacífic Sud, a la Melanèsia, situat a l'est de Vanuatu, a l'oest de Tonga i al sud de Tuvalu.

## Etimologia
El nom de l'illa principal de Fiji, Viti Levu, va servir com a origen del nom «Fiji», encara que la pronunciació anglesa comuna es basa en la dels veïns de l'illa de Fiji a Tonga. Un relat oficial de l'aparició del nom diu:
| « | Els fijians van quedar impressionats per primera vegada en la consciència europea a través dels escrits dels membres de les expedicions de Cook que els van conèixer a Tonga. Van ser descrits com a guerrers formidables i caníbals ferotges, constructors dels millors vaixells del Pacífic, però no grans mariners. Van inspirar admiració entre els tongans, i totes les seves manufactures, especialment les maces, eren molt valorades i molt demandades. Van anomenar la seva llar Viti, però els tongans l'anomenaven Fisi, i va ser per aquesta pronunciació estrangera, Fiji, fixada per primera vegada pel capità James Cook, que ara es coneixen aquestes illes. | » |

«Feejee», l'ortografia anglicitzada de la pronunciació tongana, va aparèixer en relats i altres escrits de missioners i altres viatgers que van visitar Fiji fins a finals del segle xix.
El nom oficial del país va tornar a ser República de Fiji el febrer de 2011.

## Història

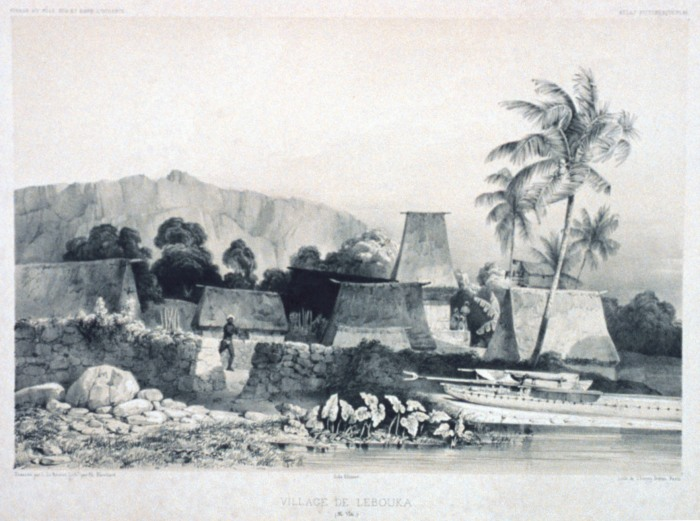
El poble de Levuka cap a 1842.

Els primers habitants de les Fiji van arribar del sud-est d'Àsia molt abans que les illes fossin descobertes per exploradors europeus al segle xvii, el neerlandès Abel Tasman el 1643 i els britànics James Cook (1774) i William Bligh (1789). No fou fins al segle xix, però, que hi van arribar els europeus per establir-s'hi de manera permanent. Les illes van esdevenir una colònia britànica el 1874. El 1937 les Fiji obtingueren l'autonomia i el 1966 el govern britànic promulgà una constitució que introduïa el sufragi universal. El multiètnic Alliance Party (AP) de Ratu Kamisese Mara, que es mantingué en el poder fins al 1987, cercà un equilibri entre ambdues comunitats per tal de constituir un estat independent.
Van aconseguir la independència el 1970. El govern democràtic fou interromput per dos cops militars el 1987, a causa de problemes entre la comunitat indo-fijiana i la nadiua melanèsia. Això ha provocat alguns intents separatistes, com el de l'illa de Rotuma.
La Constitució del 1990 va afavorir el control indígena dels melanesis de Fiji, però va provocar una important emigració de la població índia. La pèrdua de població va provocar dificultats econòmiques, però va aconseguir una majoria per als melanesis. Les esmenes promulgades el 1997 van fer que la constitució fos més justa. Les eleccions lliures i pacífiques del 1999 van permetre formar un govern dirigit per un indo-fijià, Mahendra Chaudhry, però va ser derrocat el 2000 en un tercer cop d'estat dirigit per George Speight, un home de negocis que confiava en la retòrica nacionalista nativa. Speight, recolzat per una milícia privada, va prendre a Chaudhry com a ostatge i va exigir noves institucions que establissin la supremacia política indígena i, de nou, prohibir l'accés a tots els indo-fijians als alts càrrecs de l'estat (com va fer la Constitució del 1990). La crisi es va desactivar mitjançant els esforços de mediació dirigits pel cap de les forces armades, Frank Bainimarama. Speight va ser finalment arrestat i condemnat a cadena perpètua. No obstant això, Chaudhry va romandre fora del poder; la banquera i política indígena Laisenia Qarase va dirigir un govern de transició, abans de ser elegida democràticament el 2001. Va ser reelegida el 2006.
En un cop d’estat del 2006, el comodor Frank Bainimarama va prendre el poder. El 2009, l'Audiència de Fiji va dictaminar que la direcció militar era il·legal. En aquest moment, el president Ratu Josefa Iloilo, a qui els militars havien conservat com a cap d'estat nominal, va abolir formalment la Constitució de 1997 i va tornar a nomenar Bainimarama com a primer ministre interí. Més tard el 2009, Ratu Epeli Nailatikau va succeir a Iloilo com a president.
Les forces militars de la República de Fiji han estat en diverses ocasions un membre important de les missions de manteniment de la pau de les Nacions Unides a diverses regions del món.

## Política
L'arxipèlag de Fiji són un estat independent des del 1970, es regeix per una constitució promulgada a l'agost del 1990, després del cop d'estat del 1987. Els càrrecs més alts de l'estat són reservats a la població melanèsia, com també ho són la majoria dels escons de la Cambra dels Diputats i del Senat. Les Fiji són membres de l'ONU i de la Comissió del Sud del Pacífic.

## Geografia

Mapa de les illes Fiji

L'arxipèlag de Fiji (també conegut de vegades sota la forma Fidji) consta de 322 illes amb 18.270 km², un terç de les quals, aproximadament, estan habitades. Les dues illes més importants són Viti Levu i Vanua Levu. A Viti Levu s'hi troba la capital, Suva, i també les tres quartes parts de la població, d'uns 850.000 habitants en total. Les illes són muntanyoses, formades les illes pel vulcanisme terciari, hi alterna el material volcànic, als sectors muntanyosos, amb pics que sobrepassen els 1.200 m, i amb el sedimentari detrític i coral·lí, als sectors més baixos, i estan cobertes de boscos tropicals. L'illa de Viti Levu és molt muntanyosa i la solquen nombrosos rius. Hi abunden els esculls barrera. El clima és tropical humit.

## Ciència i Tecnologia
Fiji és l'únic país insular del Pacífic en desenvolupament amb dades recents sobre la despesa interna bruta en recerca i desenvolupament (GERD), amb l'excepció de Papua Nova Guinea. L'Oficina Nacional d'Estadística cita una relació GERD/PIB del 0,15% el 2012. La investigació i desenvolupament (R+D) del sector privat és insignificant. La inversió del govern en recerca i desenvolupament tendeix a afavorir l'agricultura. El 2007, l'agricultura i la producció primària representaven poc menys de la meitat de la despesa del govern en R+D, segons l'Oficina Nacional d'Estadística de Fiji. Aquesta quota havia augmentat fins a gairebé el 60% el 2012. Tanmateix, els científics publiquen molt més en el camp de les geociències i la salut que en l'agricultura. L'augment de la despesa pública en recerca agrícola ha anat en detriment de la recerca en educació, que va baixar fins al 35% de la despesa total en recerca entre el 2007 i el 2012. La despesa del govern en investigació en salut s'ha mantingut força constant, al voltant del 5% de la despesa total en investigació del govern, segons l'Oficina Nacional d'Estadística de Fiji.
El Ministeri de Salut de Fiji busca desenvolupar la capacitat de recerca endògena a través del Fiji Journal of Public Health, que va llançar el 2012. Ara s'ha establert un nou conjunt de directrius per ajudar a construir la capacitat endògena en investigació en salut mitjançant la formació i l'accés a noves tecnologies.
Fiji també té previst diversificar el seu sector energètic mitjançant l'ús de la ciència i la tecnologia. El 2015, la Secretaria de la Comunitat del Pacífic va observar que "mentre Fiji, Papua Nova Guinea i Samoa lideren el camí amb projectes hidroelèctrics a gran escala, hi ha un potencial enorme per ampliar el desplegament d'altres opcions d'energies renovables com la solar, l'eòlica, etc. fonts d'energia geotèrmiques i oceàniques".
El 2014, el Centre d'Energies Renovables va entrar en funcionament a la Universitat de Fiji, amb l'assistència del programa d'Energies Renovables als països insulars del Pacífic per al desenvolupament d'habilitats i capacitats (EPIC) finançat per la Unió Europea. Del 2013 al 2017, la Unió Europea va finançar el programa EPIC, que va desenvolupar dos màsters en gestió d'energies renovables, un a la Universitat de Papua Nova Guinea i l'altre a la Universitat de Fiji, tots dos acreditats el 2016. A Fiji, 45 estudiants s'han matriculat per al màster des del llançament del programa i 21 estudiants més han realitzat un programa de diploma relacionat introduït el 2019.
L'any 2020, es va posar en marxa l'Oficina Regional del Pacífic per a les contribucions determinades a nivell nacional a Fiji per donar suport a la mitigació i adaptació al canvi climàtic. Els autors del Pacífic a la primera línia del canvi climàtic continuen poc representats a la literatura científica sobre l'impacte dels desastres i sobre les estratègies de resiliència climàtica.

## Demografia
Les dues ètnies predominants són l'hindú i la indígena melanèsia (dividida entre la fijiana i la rotumanesa), cadascuna de les quals representa prop del 50% de la població total. L'índex de creixement natural és elevat (21,8‰), tot i que la natalitat, també elevada (26,8‰), és en ràpida disminució a causa de les campanyes de planificació familiar. La població és urbana en un 38,7%. L'idioma oficial és l'anglès. Prop del 53% de la població és cristiana, el 38% hindú i gairebé un 8% musulmana. L'analfabetisme és del 13%.

## Cultura

### Esport

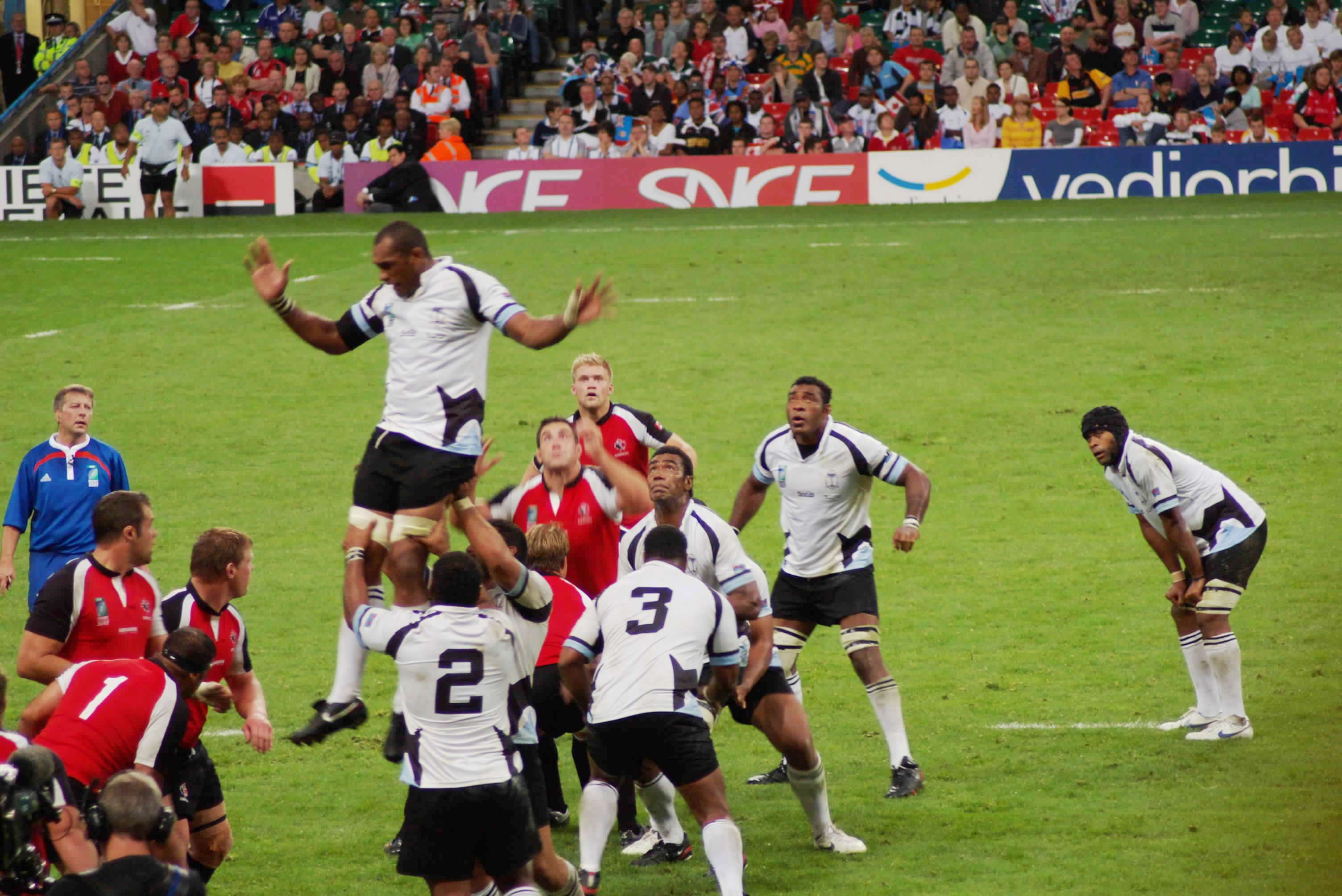
La selecció de Fiji en el transcurs d'un partit del Campionat del Món de rugbi de 2007 contra la selecció canadenca

El rugbi a 15 és l'esport més popular a Fiji.
La selecció de rugbi VII és una de les més exitoses del món, havent aconseguit un rècord de 16 títols als Hong Kong Sevens des de la seva creació, el 1976. A més, la selecció oceànica ha guanyat dues vegades el Campionat del Món (el 1997 i el 2005, curiosament, les dues vegades a Hong Kong). El 12 d'agost de 2016, l'equip de Fiji va derrotar la selecció britànica a la final dels Jocs Olímpics, per 43-7, aconseguint així la medalla d'or a Rio de Janeiro 2016. Amb aquesta gesta, Fiji aconseguia la seva primera medalla a la història dels Jocs Olímpics. El 28 de juliol de 2021 revalidaven el títol olimpic als jocs de Tòquio 2020 contra la selecció de Nova Zelanda.
La selecció de rugbi XV també ha aconseguit molt bon resultats, tenint en compte la població total del país. En total, el conjunt oceànic ha disputat 5 campionats del món, debutant en l'edició de 1987, on van arribar als quarts de final. Fiji no repetiria aquesta fita fins l'any 2007, quan van derrotar la selecció gal·lesa (38-34) per arribar fins als quarts de final. Finalment, però, van ser eliminats, per poc, per la futura vencedora de la competició, la selecció sud-africana.
Beguda
La beguda nacional és el Kava (a la regió més anomenat com a Malagiu o Yaquona). Preparat a partir de les arrels de Piper methysticum que son generalment mòltes i filtrades.